# Johannesburg (plantage)

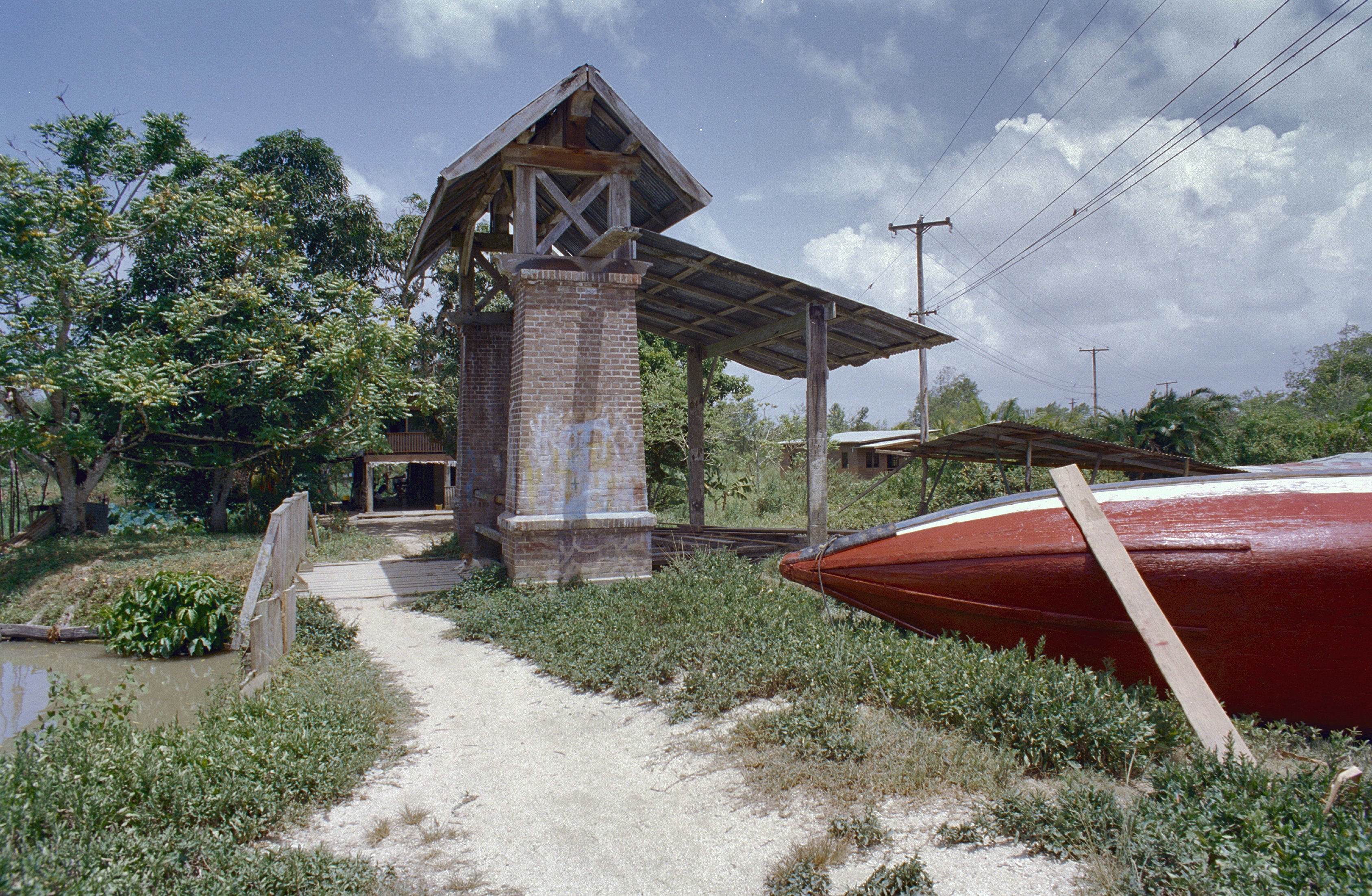
Sluisgebouw

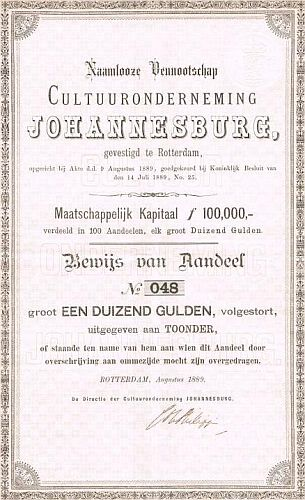
aandeel in Cultuurmaatschappij Johannesburg

Johannesburg is een voormalige koffieplantage in Suriname. Johannesburg ligt in het district Commewijne aan de rechteroever van de rivier de Commewijne, tussen de plantages Maasstroom en Rust en Werk.

## Geschiedenis
De plantage werd  omstreeks 1745 aangelegd door Abraham Johannes Halloy. In de volksmond heette de plantage dan ook Halloi. De plantage was 500 akkers, de standaard oppervlakte in die tijd. De eerste jaren werd er op de plantage koffie verbouwd. Halloy overleed in 1789 in Amsterdam. In 1793 was zijn weduwe nog eigenaresse en werd er, net als de meeste plantages in dit gebied, ook katoen verbouwd.
In 1820 was de plantage in het bezit van Berhardina Andresa Orsinga. Daarna was C.C. Weitzel enige jaren eigenaar. Er werd toen koffie en cacao geteeld. Zoals bij veel plantages in Suriname was het Fonds van W.G. Deutz in de periode 1831 tot 1863 de eigenaar. Er werkten toen tussen de 100 en 120 slaven op de plantage. Bij de emancipatie in 1863 kregen 226 slaven de vrijheid. De cacaocultuur was weer verlaten.
In de periode 1891 tot 1906 was het Naamlooze Vennootschap ter Exploitatie van de Plantage Johannesburg de eigenaar. Deze NV was opgericht in 1889 en gevestigd te Rotterdam. Met de inspanning van tussen de 100 en 140 contractarbeiders werd er toen cacao, banaan en koffie geteeld. Daarna werd de Cultuurmaatschappij Johannesburg opgericht. In de jaren dertig verbouwde J. Jessurun koffie, rijst en sinaasappelen.
De plantage werd tijdens en vlak na de Tweede Wereldoorlog sterk verwaarloosd. In 1947 kwam de plantage in het bezit van de firma Jamin. Samen met Elisabeth’s Hoop, Berlijn, Maasstroom, Rust en Werk, Pieterszorg en Andreesgift werd het één grote onderneming: de Verenigde Cultuur Maatschappijen N.V. Later kwam daar een deel van plantage De Resolutie bij. 
Het was de bedoeling om de plantage opnieuw te ontginnen en te beplanten met cacao, als grondstof voor de chocolade-industrie. Een aantal extreem droge seizoenen in de jaren zestig ruïneerde de oogsten echter en maakte aan deze poging een einde.

## Geboren
- Surianto (1937), Javaans-Surinaams dichter, musicus

A la bonne heure · Anna's Zorg · Akkerboom · Alliance · Alkmaar · Andresa · Auka · Andreesgift · Bantaskine · Barbados · Batavia · Beekenhorst · Belladrum · Bellevue · Belwaarde · Beninenburg · Berg en Dal · Bergen op Zoom · Berlijn (Commewijne) · Berlijn (Para) · Bethlehem · Boksweide · Boston · Botany Bay · Boxel · Bronswijk · Brouwerslust · Bruinendaal · Bucklebury · Buitenrust · Burnside · Cadrosspark · Caledonia · Campenburg · Cannewapibo · Catharina Sophia · Clevia  · Cliffort-Kokshoven · Clyde · Concordia · Concordia en een Kwart Lot · Courcabo · De Dageraad · De Goede Vriendschap · De Resolutie · De Vier Hendrikken · Diamond · Dijkveld · Domburg · Dordrecht · Eendragt · Elisabeth's Hoop · Ellen · L'Espérance (Nickerierivier) · L'Espérance (Surinamerivier) · Esthersrust · Fairfield · Fortuin · Flora · Florentia · Frederiksburg · Frederiksdorp · Frederikslust · Geertruidenberg · Geyersvlijt · Glensander · Gloria · Groot Chatillon · Groot Marseille · Guadeloupe · Hague · Hamburg · Hamilton · Hamptoncourt · Hannover · Hazard · Hebron · Hecht en Sterk · Hooyland · Hope · Houttuin · Huntly · Huwelijkszorg · Inverness · Jagtlust · Jodensavanne · Johan & Margaretha · Johanna Catharina · Johanna Maria · Johannesburg · John · Katwijk · Kent · Kerkshoven · Killenstein · Klein Bellevue · Kleinhoop · Krappahoek · Kroonenburg · Kwatta · La Jalousie · La Prosperité · La Rencontre · La Ressource (Saramacca) · La Ressource (Surinamerivier) · La Singularité · Laarwijk · Leasowes · Leliëndaal · Leonsberg · Livorno · Longmay · Lunenburg · Lust en Rust · Lustrijk · Maasstroom · Margarethenburg · Maria Petronella · Mariënbosch · Mariënburg · Margaretha's Gift · Mary's Hope · Meerzorg · Merveille · Moed en Kommer · Mon Bijou · Mon Souci · Mon Trésor · Monnikendam · Mopentibo · Morgenster · Moy · Nieuw Mocha · Nieuwzorg · Nieuwe Aanleg · De Nieuwe Grond · Nijd en Spijt · Novar · Nursery · Nut en Schadelijk · Onoribo · Onverwacht · Oranibo · Ornamibo · Overbrug · Overtoom 
· Oxford · Palestina · Paradise · Persévérance · Petersburg · Picardië · Peperpot · Pieterszorg · Plaisance · Poelwijk · Potosie · Purmerend · Reijnsdorp · Reijnsfort · Rijnberk · Roosenburg · Rorac · Rust en Werk · Rustenburg · Saltzhalen · Sans Souci · Saphir · Sarah · Sardam · Schaapstede · Schoonoord · Sinabo en Gelre · Sint Barbara · Sint Eustatius · Slootwijk · Sorgvliet · Spieringshoek · Standvastigheid · Suidwijn · Suzanna's Daal · Toevlugt (Surinamerivier) · Tout Lui Faut · Toledo · Totness · Tyronne · 't Vertrouwen · Victoria · Vierkinderen · Visserszorg · Voorburg · Voorzorg (Saramacca) · Vossenburg · Vredenburg · Vriendsbeleid en Ouderzorg · Vreeland · Waltonhall · Waldijk · Waterloo · Wederzorg · Welbedacht · Welgelegen (Commewijne) · Welgelegen (Coronie) · Welgevallen · Weltevreden · Wolffs Capoerica · Wolfenbüttel · 't Ylant · Zoelen · Zorg en Hoop (hout) · Zorg en Hoop (indigo) · Zorg en Hoop (katoen) · Zorg en Hoop (suiker)